# 阿児郵便局

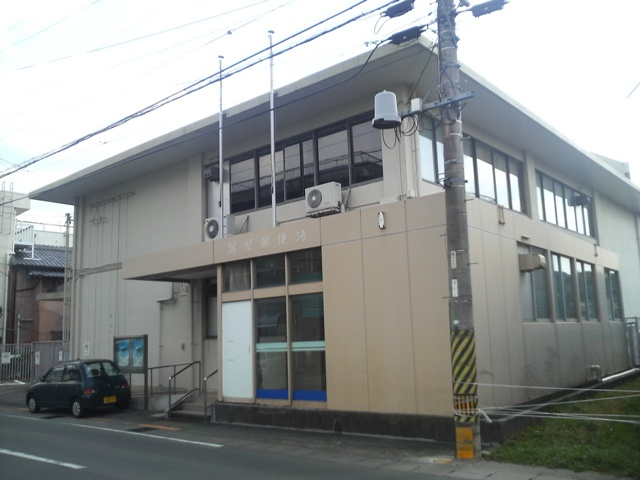
阿児郵便局の旧局舎（1969年築、2009年3月10日撮影）

阿児郵便局（あごゆうびんきょく）は、三重県志摩市にある郵便局。民営化前の分類では集配特定郵便局であった。

## 概要
住所：〒517-0599 三重県志摩市阿児町鵜方4879
敷地面積 約2,115m2の中に、鉄筋コンクリート造り2階建て（延べ床面積 1,136m2）の局舎を有している。また地域住民の作品などを展示するコミュニティールームや、車いすでも利用できるトイレも備え、バリアフリーにも配慮している。

## 沿革
- 1875年（明治8年）4月1日 - 鵜方郵便取扱所として開局する[2]。
- 1876年（明治9年）3月 - 鵜方郵便局（五等）に改称する[3]。
- 1885年（明治18年）10月16日 - 郵便貯金事務を開始する[4]。
- 1886年（明治19年）4月26日 - 三等局となる[5]。
- 1893年（明治26年）4月1日 - 郵便為替事務を開始する[6]。
- 1897年（明治30年）10月1日 - 電信事務を開始、鵜方郵便電信局（三等）となる[7]。
- 1897年（明治30年）10月20日 - 電信為替事務を開始する[8]。
- 1899年（明治32年）12月1日 - 小包郵便取扱を開始する[9]。
- 1903年（明治36年）4月1日 - 通信官署官制の施行に伴い鵜方郵便局となる[10]。
- 1953年（昭和28年）10月2日 - 風景入通信日付印の使用を開始する[11]。
- 1956年（昭和31年）3月1日 - 阿児（あこ）郵便局に改称する[12]。
- 1956年（昭和31年）10月1日 - 甲賀郵便局より郵便物集配事務を引き継ぐ[13]。
- 1958年（昭和33年）3月1日 - 神明簡易郵便局の廃止に伴い、取扱事務を承継。
- 1967年（昭和42年）10月28日 - 電話交換および和文電報配達業務を阿児電報電話局に移管[14]。
- 1969年（昭和44年）5月19日 - 志摩郡阿児町鵜方屋敷垣内1743から同町鵜方瀬戸ノ田2002-3に移転する[15]。
- 1991年（平成3年）6月1日 - 読みを「あこ」から「あご」に変更[16]。
- 2002年（平成14年）12月2日 - 志摩郡阿児町鵜方瀬戸ノ田2002-3から同町鵜方中之河内1371-9に移転する[17]。
- 2004年（平成16年）10月1日 - 志摩市の発足に伴い、局舎所在地の住所表記が志摩市阿児町鵜方中之河内1371-9に変更される。
- 2007年（平成19年）4月9日 - 局舎所在地の住所表記が志摩市阿児町鵜方中之河内4879に変更される[18]。
- 2007年（平成19年）10月1日 - 民営化に伴い、併設された郵便事業伊勢支店阿児集配センターに一部業務を移管。
- 2010年（平成22年）2月1日 - 郵便事業伊勢支店浜島集配センターの廃止に伴い、取扱事務を承継。
- 2012年（平成24年）10月1日 - 日本郵便株式会社発足に伴い、郵便事業伊勢支店阿児集配センターを阿児郵便局に統合。

## 取扱内容
- 郵便、印紙、ゆうパック、内容証明
- 貯金、為替、振替、振込、国際送金、国債、投資信託
- 生命保険、バイク自賠責保険
- ATM
- 志摩市内の一部地域（〒517-04xx、〒517-05xx）の集配業務
- 私書箱

## 風景印
- 図柄は英虞湾とキャンプ用テント。局名表記は「三重　阿児」
- 使用開始日は1956年（昭和31年）3月1日

## 周辺
- 志摩市役所
- 国道167号
- 国道260号

## アクセス
- 近鉄志摩線 鵜方駅（南口）から西へ約550m（徒歩約10分）
- 三重交通バス 鵜方西口停留所下車
- 駐車場あり：14台